# Луиза Елизабет фон Вюртемберг-Оелс
Луиза Елизабет фон Вюртемберг-Оелс (на немски: Luise Elisabeth von Württemberg-Oels; * 4 март 1673, дворец Бернщат, днес Берутов; † 28 април 1736, Форст) от род Вюртемберг–Вайлтинген, е херцогиня от Вюртемберг-Оелс (Олешница, Силезия) и чрез женитба херцогиня на Саксония-Мерзебург-Лаухщет (1688 – 1690).

## Живот
Тя е първата дъщеря на херцог Кристиан Улрих I фон Вюртемберг-Оелс (1652 – 1704) и първата му съпруга принцеса Анна Елизабет фон Анхалт-Бернбург (1647 – 1680), дъщеря на княз Кристиан II фон Анхалт-Бернбург (1599 – 1656) и херцогиня Елеонора София фон Шлезвиг-Холщайн-Зондербург (1603 – 1675). По баща е внучка на херцог Силвиус I Нимрод фон Вюртемберг-Оелс (1622 – 1664) и херцогиня Елизабет Мария фон Мюнстерберг-Оелс (1625 – 1686).
Майка ѝ Анна Елизабет умира през 1680 г. Нейният баща Кристиан Улрих I се жени втори път през 1683 г. за Сибила Мария фон Саксония-Мерзебург (1667 – 1693), дъщеря на херцог Кристиан I фон Саксония-Мерзебург. Баща ѝ се жени още два пъти (1695 и 1700).
Луиза Елизабет се омъжва на 17 август 1688 г. в Бернщат (на 15 години) за херцог Филип фон Саксония-Мерзебург-Лаухщет (1657 – 1690) (на 31 години), син на херцог Кристиан I фон Саксония-Мерзебург (1615 – 1691) и по-голям брат на мащехата ѝ. Тя е втората му съпруга. След това те отиват в Мерзебург. Те имат един син, който умира през 1690 г. Нейният съпруг е убит същата година на 32 години на 21 юни 1690 г. в битката при Фльорюс.
Луиза Елизабет последва съпруга си в битката, техният лагер също е нападнат, но тя успява да се върне в Мерзебург или Лаухщет. Понеже няма жив мъжки наследник неговият апанаж получава обратно баща му херцог Кристиан I, който го предоставя на вдовицата Луиза Елизабет.
През 1704 г. тя напуска дворец Лаухщет и се мести в град Форст (Лужица). Умира на 28 април 1736 г. на 63 години във Форст и е погребана в гробницата на градската църква „Св. Николай“.

## Деца
Луиза Елизабет и Филип фон Саксония-Мерзебург-Лаухщет имат един син:
- Христиан Лудвиг (* 16 май 1689, Мерзебург; † 20 юни 1690, Мерзебург)